# Лука-райковецкая культура
Лука́-райкове́цкая культу́ра (райковецкая культура, культура Луки Райковецкой, культура типа Луки Райковецкой) — археологическая культура последней четверти I тысячелетия н. э., соотносимая с частью восточных славян.

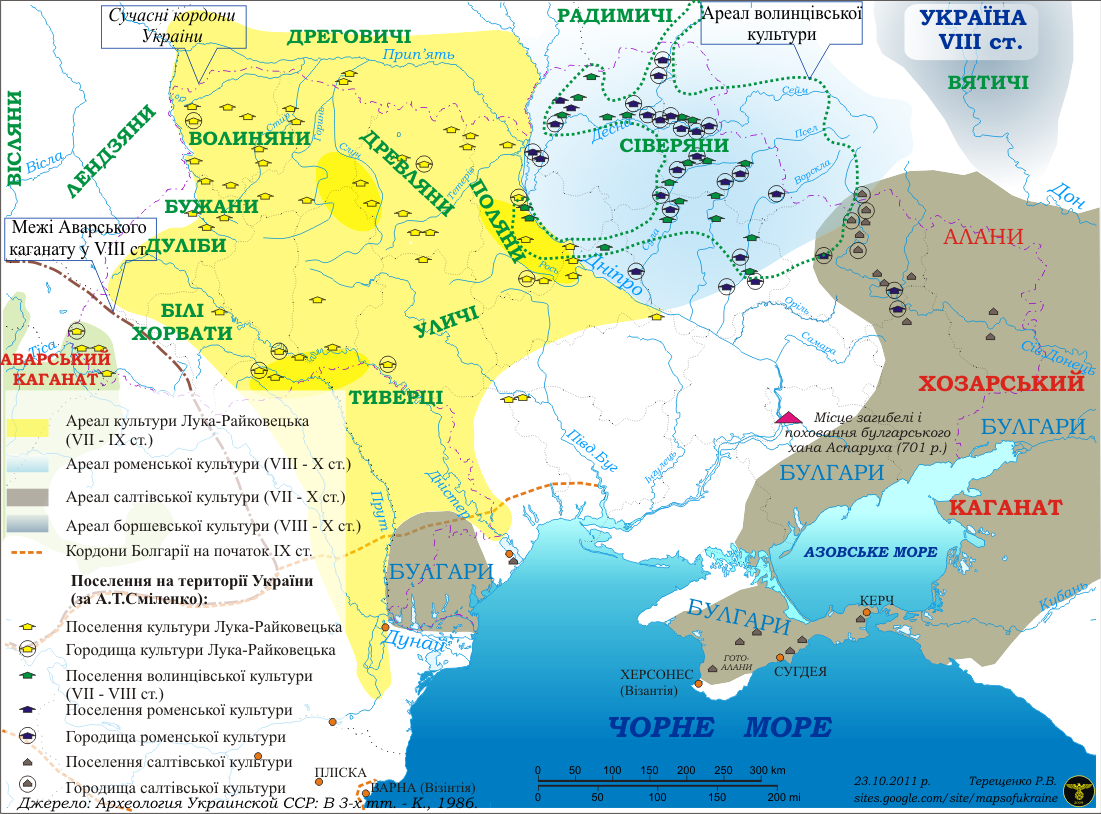
Лука-райковецкая культура в VIII веке на территории современной Украины

## История исследования
Культура Луки Райковецкой выделяется на основе материалов, добытых В. К. Гончаровым при раскопках 1946—1948 годов в урочище Лука близ села Райки (Украина). Первая находка райковецкой керамики произошла ещё в 80-х годах XIX века (исследования А. А. Бобринского), но не получила в то время верной интерпретации. В то же время полевые исследования райковецких городищ Украины проводились Т. Земенцким и С. С. Гамченко. Начало изучению райковецких памятников Беларуси было положено в 1926 году. Долгое время учёным не удавалось уверенно идентифицировать погребальные древности лука-райковецкой культуры. Ставшие эталонными могильники были исследованы лишь в 70-х — 80-х годах XX века.

## География
Райковецкая культура распространена от Восточного Прикарпатья на западе до Среднего Поднепровья на востоке. На севере её ареал включает Белорусское Полесье, на юге — лесостепную часть бассейнов Южного Буга, Днестра и Прута, вплоть до Нижнего Подунавья. Некоторые учёные относят к культуре Луки Райковецкой ряд памятников Верхнего Потисья. Древности райковецкого круга встречены на Гродненщине (Радогоща), в Гомельском Поднепровье (Гомель, Чечерск, Проскурни, Колочин), Надпорожье (Игрень-Подкова), Молдове, Мунтении и Болгарии (памятники типов Хлинча I и Попина-Гарван). Часть исследователей исключает памятники Румынии и Болгарии из числа райковецких, выделяя их в особые культурные группы. Г. И. Постикэ относит памятники Восточного Прикарпатья, датируемые VIII—IX веками, к типу Лозна-Додешты, а синхронные памятники Пруто-Днестровского региона — к типу Ханска-Скок-Кодын-Ревно.

## Формирование и хронология
Культура Луки Райковецкой сложилась на рубеже VII—VIII веков в ходе эволюции пражской культуры в восточной части её ареала. Для райковецких памятников Побужья и бассейна Тясмина характерно наличие пеньковского компонента. Часто пражские, пеньковские и лука-райковецкие селища находятся в одних и тех же местах. Разница между пражскими и лука-райковецкими комплексами трудноуловима. Считается, что только на ранних фазах райковецкой культуры посуду начали украшать пальцевыми вдавлениями по венчику.
Учёные выделяют три этапа развития райковецкой культуры:
- Ранний (конец VII—VIII век): встречается только лепная керамика; в Поднепровье и Подолье этот этап представлен памятниками типа Сахновки;
- Средний или период «развитой лука-райковецкой культуры» (IX — начало X века): сосуществует лепная и раннегончарная посуда;
- Поздний (X век): доминирует керамика, выполненная при помощи круга, однако некоторые виды лепной бытуют вплоть до XI века[1][23].

А. Т. Смиленко разделяла лука-райковецкую культуру на два хронологических этапа, а древности X века считала переходными к древнерусской культуре. А. В. Комар относит появление раннегончарной райковецкой посуды к середине IX века.

## Экономика
Важнейшей отраслью хозяйства райковецкой культуры было подсечное, переложное и паровое земледелие. Среди возделываемых культур — ячмень, пшеница разных видов (в том числе полба), рожь (включая озимую), овёс, просо, горох, конопля, лён и др. Зерно хранилось в земляных ямах, как правило, с обожжёнными стенками; мололось ручными мельницами с каменными жерновами. Встречены разнообразные сельскохозяйственные орудия: железные наральники, чересла, серпы, косы, железные и костяные мотыжки.
Немалую роль играло животноводство, о чём свидетельствуют костные остатки в культурном слое поселений. Здесь содержали крупный рогатый скот, свиней, овец, коз и лошадей. На нескольких поселениях IX века выявлены остатки наземных хлевов, возведённых из плетня, обмазанного глиной. Носители культуры Луки Райковецкой занимались также охотой на диких животных (туров, лосей, косуль, кабанов, оленей и др.), рыболовством и бортничеством.
Поддерживались торговые связи с Западной Европой, Византией и Хазарией; вёлся внутренний обмен между отдельными племенами и общинами, входившими в лука-райковецкий ареал. Основными предметами импорта были вино и оливковое масло, поставляемые в амфорной таре, стеклянные украшения (бусы, пронизи), в X веке начали поступать изделия из металлов и янтаря, каролингские мечи. Известны находки посуды и других изделий салтовского и балкано-дунайского круга, византийских, западноевропейских и арабских монет, а также подражаний последним. Экспортными товарами были меха, оружие, воск, кони и рабы.

## Материальная культура
Число известных памятников лука-райковецкой культуры на территории Украины превышает 400. Райковецкие памятники делятся на четыре категории: селища, городища, могильники, святилища и культовые места.

### Поселения
Подавляющее большинство памятников культуры Луки Райковецкой представлено селищами. Они расположены в тех же топографических условиях, что и поселения предшествующих пражской и пеньковской культур, занимая участки пойменных низин, возвышенные останцы или надпойменные террасы. В местах, неудобных для земледелия, носители лука-райковецкой культуры не селились. К примеру, райковецкие селища не обнаружены в горных районах Покутья и Буковины (Прикарпатье). Культурный слой селищ, как правило, маломощный (20—90 см), насыщен угольками и частицами обожжённой глины. Характерно наличие линзообразных «западин» на месте жилищ и погребов. Находки (по преимуществу керамика) концентрируются вокруг них и в заполнении котлованов, на остальной площади редки.
Плотность размещения лука-райковецких поселений много выше, чем предшествующих пражских и пеньковских. Так, в Верхнем Попрутье известно всего 30 селищ пражской культуры и около 130 — райковецкой. Вдобавок последние имеют большую площадь. Некоторые поселения лука-райковецкой культуры достигали в размере 40 (Лопатна, Петруха) и даже 80 га (Обухов II). Жилища на поселениях образовывали группы, реже выстраивались рядами. На отдельных участках по соседству находились хозяйственные сооружения.
Селища райковецкой культуры образуют скопления, отделённые друг от друга значительными расстояниями. К примеру, в верховьях Днестра и Прута выявлено 36 поселенческих «гнёзд», насчитывавших по 6—8 селищ каждое. В Молдове «гнёзда» складывались из 8—10 селений, в Среднем Поднепровье — из 5—7. Корчакская группа памятников состоит из 14 поселений. Подобные скопления селищ являют собой археологический эквивалент общин или племён.
В ареале культуры Луки Райковецкой известны остатки укреплённых поселений — городища. Для них характерно (хотя и не обязательно) наличие валов и рвов. В большинстве случаев городища расположены на высоких мысах с крутыми склонами, в том числе эскарпированными (искусственно подрезанными). Зачастую дерево-земляные укрепления возводились поверх старых валов, насыпанных в раннем железном веке. Фортификации представляли собой частокол, ряд срубов-клетей или совмещение обеих конструкций. С внешней стороны устраивался земляной откос, иногда имевший каменную сердцевину — крепиду. Изнутри к укреплениям примыкали длинные дома, а также жилые и хозяйственные срубы. Въезд в крепость обычно предстаёт в виде простого разрыва вала, изредка на его месте прослеживаются остатки воротной башни.

### Жилые постройки
Райковецкие жилища были деревянными и, как правило, углублёнными (полуземлянки), имевшими прямоугольную или квадратную форму. По конструкции они делятся на каркасно-столбовые и срубные. Значительно реже выявляются следы наземных домов с подвалами, распространившихся в X веке. Жилища отапливались печами: каменками и глинобитными, при устройстве которых также могли использоваться камни. Иногда прослеживаются следы входных тамбуров.

### Ремесло

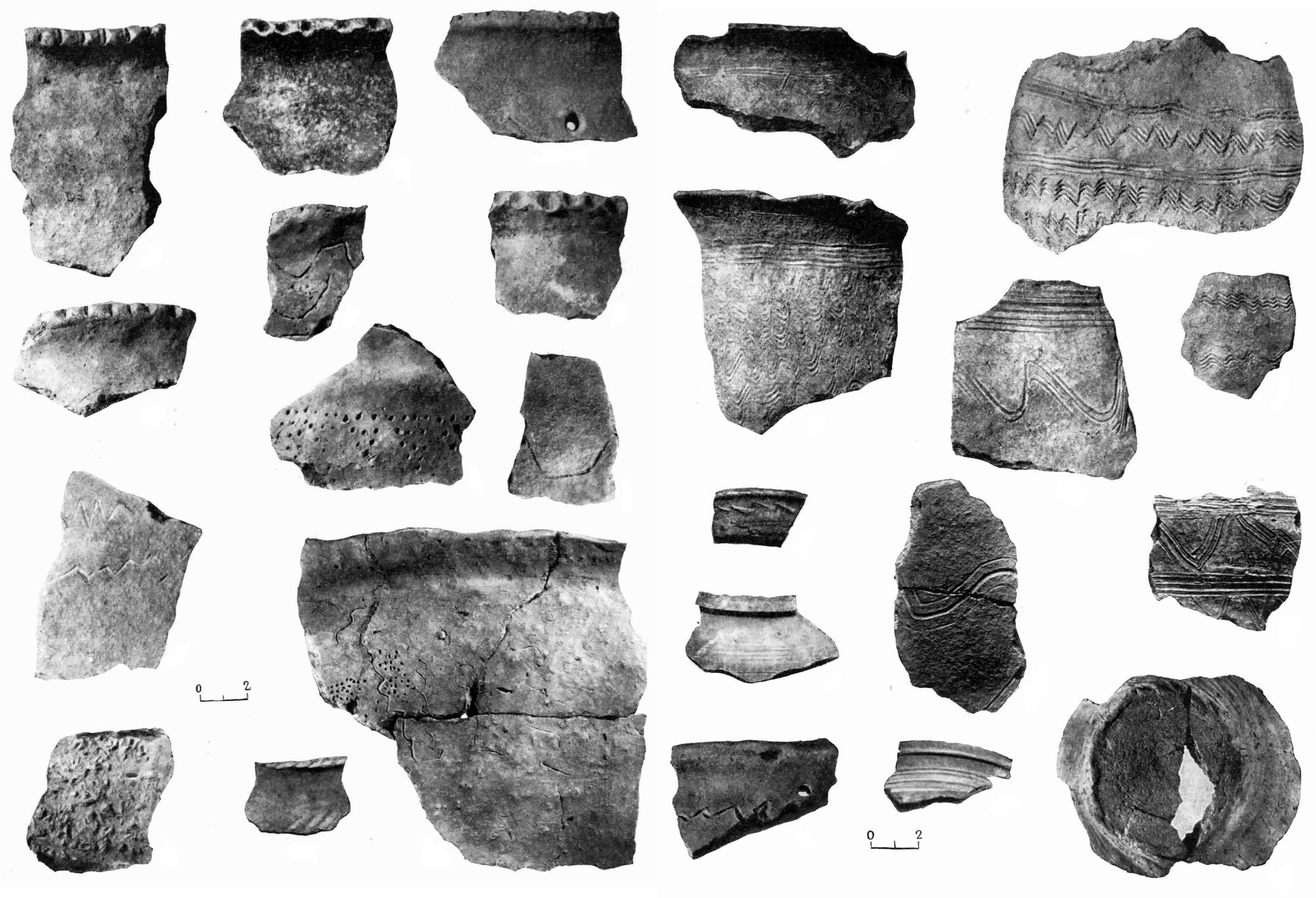
Керамика райковецкой культуры

В керамических комплексах VIII века встречается исключительно лепная посуда домашнего производства, сходная с пражской. Отличия выражаются в большей толщине стенок, значительной примеси шамота в глине, сильнее отогнутых венчиках сосудов, зачастую орнаментированных пальцевыми вдавлениями, защипами и косыми насечками. Реже наносился линейно-волнистый орнамент. Среди изделий преобладают горшки, попадаются также миниатюрные сосуды, конические миски, сковородки и жаровни. В IX веке начал применяться гончарный круг, сперва в виде поворотного столика для заглаживания стенок. В X веке сосуды стали целиком профилироваться на кругу. В это время проявилась тенденция к увеличению площади, занятой орнаментом, и появлению новых мотивов. Развитие гончарного ремесла привело к использованию горнов для обжига керамики.

В культуре Луки Райковецкой получило распространение камнерезное и косторезное дело. Из камня делались жернова, точильные бруски, бусины, пряслица; из кости и рога — проколки (кочедыки), иглы, наконечники стрел, гребни, амулеты.

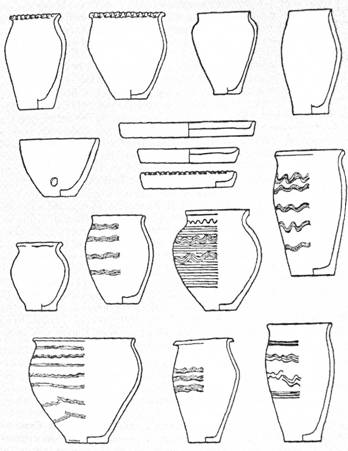
Формы лука-райковецкой посуды

Практически на всех лука-райковецких памятниках попадаются следы чёрной металлургии и металлообработки: железные шлаки и крицы, обломки сопел и тиглей. На некоторых поселениях изучены сыродутные железоплавильные горны, обогатительные печи, ямы и огнища для пережигания древесного угля, кузницы. Сырьём для выплавки железа выступали болотные и дерновые бурые руды. Значительные металлургические центры обнаружены близ Григоровки и в других местах. Ассортимент изделий из железа включает разнообразные сельскохозяйственные и ремесленные орудия, предметы вооружения, кресала, пряжки, шпоры, ножницы, крючки и т. д. Райковецкие кузнецы владели приёмами термообработки металлов, цементации, пакетной сварки, однако находки технологически сложных изделий всё же единичны. Из цветных металлов изготавливались украшения, детали костюма и конской сбруи. Встречены предметы из латуни, оловянистой бронзы и других сплавов. При их изготовлении применялось литьё, холодная ковка, тиснение, чеканка, волочение дрота. Начинается освоение скани и филиграни. Сырьё (в частности, медь) импортировалось, скорее всего, из Семиградья.
Украшения, характерные для памятников лука-райковецкой культуры, включают в себя проволочные височные кольца, миниатюрные антропоморфные фибулы, подковообразные фибулы, литые трёхрогие подвески-лунницы, серьги-лунницы с гроздевидной подвеской, украшенные псевдозернью и имеющие, как считается, западнославянское происхождение, подвески-бубенчики, пластинчатые, литые браслеты и браслеты, выполненные из гранёной проволоки, перстни, железные пряжки, стеклянные бусы и пронизки.
В райковецкой культуре шло выделение специализированных ремёсел, о чём свидетельствует появление отдельных поселений ремесленников в Буковине и Подолье.

### Погребальный обряд
По сравнению с другими категориями памятников, погребальные древности лука-райковецкой культуры изучены слабо. В значительной степени это обусловлено их плохой сохранностью и сложностью выявления. Носители райковецкой культуры кремировали покойников, помещая останки (кальцинированные кости и пепел) в ямку, реже — в урну. Погребальный инвентарь бедный. Зачастую захоронения сопровождает вторично обожжённая керамика, изредка — оплавленное стекло, астрагалы, бронзовые дротовые кольца и др. вещи. Могильники грунтовые или состоящие из небольших курганов (в них — ямные или урновые погребения, устроенные ниже уровня древней поверхности или на горизонте, иногда в насыпи). В последних попадаются следы деревянных сооружений (оград или прямоугольных погребальных камер). Выявлены огнища — места погребальных и ритуальных костров.
Некоторые «переходные» могильники IX—X веков (в том числе включающие ингумации), традиционно считавшиеся райковецкими, ныне относят к числу древнерусских.

## Этническая принадлежность
Носителями культуры Луки Райковецкой считаются восточные славяне: поляне, обитавшие в Киеве и его окрестностях; древляне, селившиеся по берегам Тетерева, Ужа, Случи и Горыни; уличи, рассеянные между Днепром и Днестром; тиверцы, проживавшие в Поднестровье; бужане и волыняне на Западном Буге; хорваты в Прикарпатье; дреговичи в басейне Припяти. По мнению Р. А. Рабиновича, типичные райковецкие поселения Пруто-Днестровского междуречья оставлены уличами, тиверцам же принадлежат древности типа кольцевых городищ Екимауцы-Алчедар, датируемые концом IX—XI веком. Традиционно кольцевые городища также соотносят с лука-райковецкой культурой, однако в их материальном облике проступает западнославянский след, а в керамическом комплексе почти отсутствует лепная посуда. В. В. Седов полагал, что северную часть райковецкого ареала населяли дулебы — предки волынян, древлян, дреговичей и полян.

## Историческая судьба
Раннегончарную райковецкую посуду (сформованную от руки и лишь обточенную на круге) вытеснила керамика курганного типа, характерная для древнерусской культуры. На протяжении столетия лука-райковецкая и древнерусская культуры на Днепровском Правобережье сосуществовали. В центральной и северной Молдове культура Луки Райковецкой угасла в середине X века, сменившись древнерусской, а также памятниками типов Петруха-Лукашевка и Ханска-Рэдукэнень, оставленными смешанным славяно-болгаро-венгерским населением. Судя по керамическому комплексу, в Искоростене смена культурного облика также произошла в середине X века, в будущей Галицко-Волынской земле (в частности, в Плиснеске) — только во второй половине столетия, а в Киеве и Монастырьке — ещё в конце IX века. В небольшом количестве лука-райковецкая посуда встречена в Лепляво, Воине, Столпягах и Циблях. Ю. Ю. Моргунов считает это признаком переселения на Левобережье Днепра некоторых обитателей Правобережья в период княжения Святослава. Близка к лука-райковецкой и лепная керамика IX—X веков, найденная в Нижнем Подесенье (Моровийск, Выползово).
Лука-райковецкий компонент прослеживается в материалах памятников балкано-дунайской культуры. Восточнославянские элементы преобладают на балкано-дунайских поселениях типа Хлинча II. В. И. Козлов не включает подобные памятники в число балкано-дунайских, относя их к группе Рэдукэнень-Хлинча II-Ханска, оставленной восточными романцами.